# Megdova
Megdova (Μέγδοβας, poznata i kao Tavropos (Ταυρωπός), je grčka rijeka koja teče kroz Kardisu i Euritaniju.

## Geografija
Rijeka izvire u planinama Agrafa, na zapadnom dijelu Kardise. Od kasnih 1950-ih utječe u jezero Plastiras, rezervoar koji vodom opskrbljuje Tesaliju i Središnju Grčku. Ulazeći u Euritaniju, teče kroz vrlo duboku i šumovitu dolinu s nekoliko manjih sela i kamenih mostova. Od 1967. ulijeva se u jezero Kremasta, koje otječe kroz rijeku Ahelos. Ova rijeka čini granicu između prefektura Euritanije i Etolije-Akarnije. Grčka nacionalna cesta 38 (Agrinio - Karpenisi - Lamia) prelazi rijeku na mostu pokraj sela Episkopi.

## Naselja uz rijeku
- Pezoula
- Karoplesi
- Neraida
- Dafni
- Viniani
- Psilovrachos

## Vanjske poveznice
- Jezero Plastiras